# Herbroek
Herbroek is een gehucht in de deelgemeente Kortessem van de Belgische gemeente Hasselt, gelegen ten noordwesten van dit dorp.
Op de Ferrariskaarten werd het als Hameau Herbrouck en in de Atlas der Buurtwegen (1844) als Hameau Herrebroek aangeduid. Vóórdat de Steenweg op Luik (1740) werd aangelegd, liep de uitvalsweg van Kortessem naar Hasselt door dit gehucht. Dat was de huidige Herbroekstraat.
Naast enkele boerderijen vindt men hier de Sint-Rochuskapel (ook: Kapel van het Herbroek) uit 1960, die een oudere kapel vervangt. Tegenover het gehucht, aan de overkant van de steenweg, ligt het Kasteel Printhagen.
Tegenwoordig is Herbroek door lintbebouwing en aanleg van de woonwijk Hachen, aan de dorpskom vastgebouwd. Er is tegenwoordig een bedrijventerrein. 